# Ткачёва Падь
Ткачёва Падь — упразднённое село в Хилокском районе Забайкальского края России. На момент упразднения входило в состав Линево-Озерского сельского округа. Упразднено в 2000 году.

## География
Располагалось на правом берегу реки Хилок в месте впадения в неё реки Прямая (Ткачева падь), у упразднённого остановочного пункта 5946 км железнодорожной линии Петровский завод — Карымская Забайкальской железной дороги, на расстояние примерно 4 км по прямой к северо-западу от села Линёво Озеро.

## История
По данным 1926 года на хуторе Ткачевская падь имелось 3 хозяйства (1 крестьянского типа и 2 прочих), проживало 8 человек (6 мужчин и 2 женщины), основное население — русские. В административном отношении входил в состав Гыршелунского сельсовета Хилокского района Читинского округа Дальневосточного края.
Законом Читинской области от 14 апреля 2000 года № 212-ЗЧО населённый пункт исключен из учётных данных.